# Listă de conducători de stat din 1454
1450 - 1451 - 1452 - 1453 - 1454 - 1455 - 1456 - 1457 - 1458
Aceasta este o listă a conducătorilor de stat din anul 1454:

## Europa
- Albania (Durres): Gheorghe Kastrioti Skanderbeg (principe, 1443-1468)
- Anglia: Henric al VI-lea (rege din dinastia Lancaster, 1422-1461, 1470-1471)
- Anjou: Rene (duce, 1434-1471/1480; anterior, duce de Lorena, 1431-1453; ulterior, rege al Neapolelui, 1435-1442)
- Aragon: Alfonso al V-lea Magnanimul (rege din dinastia de Castilia, 1416-1458; totodată, rege al Siciliei, 1416-1458; ulterior, rege al Neapolelui, 1442-1458)
- Austria Anterioară și Tirol: Sigismund (duce din dinastia de Habsburg, ramura veche, 1446-1490; arhiduce, din 1453)
- Austria Interioară: Frederic al V-lea (duce din dinastia de Habsburg, ramura tânără, 1424-1493; ulterior, duce în Austria Superioară și Austria Inferioară, 1439-1440; ulterior, rege al Germaniei, 1440-1493; ulterior, împărat occidental, 1452-1493)
- Austria Superioară și Austria Inferioară: Ladislau Postumul (duce din dinastia de Habsburg, 1440-1457; arhiduce, din 1453; ulterior, duce ereditar de Luxemburg, 1440-1457; ulterior, rege al Ungariei, 1444/1453-1457; ulterior, rege al Cehiei, 1453-1457)
- Bavaria-Landshut: Ludovic al IX-lea cel Bogat (duce din dinastia de Wittelsbach, 1450-1479)
- Bavaria-Munchen: Albert al III-lea ce Pios (duce din dinastia de Wittelsbach, 1438-1460)
- Bosnia: Ștefan Tomaș (rege din dinastia Kotromanic, 1443-1461)
- Bosnia-Herțegovina, statul Zahumija: Ștefan Vukcic (duce din dinastia Kosaca, 1435-1466)
- Brandenburg: Frederic al II-lea Dinte de Fier (principe elector din dinastia de Hohenzollern, 1440-1470)
- Bretagne: Petru al II-lea (duce, 1450-1457)
- Burgundia: Filip al III-lea cel Bun (duce din casa de Valois, 1419-1467; ulterior, conte de Hainaut, 1425-1427; ulterior, 1442/1443-1467, duce de Luxemburg)
- Castilia: Ioan al II-lea (rege din dinastia de Trastamara, 1406-1454) și Henric al IV-lea cel Neputincios (rege din dinastia de Trastamara, 1454-1474)
- Cehia: Ladislau Postumul (rege din dinastia de Habsburg, 1453-1457; totodată, arhiduce de Austria, 1440-1457; totodată, duce ereditar de Luxemburg, 1440-1457; totodată, rege al Ungariei, 1444/1453-1457)
- Cipru: Ioan al II-lea (rege din dinastia de Antiohia-Lusignan, 1432-1458)
- Crimeea: Hadji Ghirai I ibn Ghias ad-Din (han din dinastia Ghiraizilor, 1430?-1434/1435, 1441?-1456?, 1456?-1466)
- Danemarca: Christian I (rege din dinastia de Oldenburg, 1448-1481; ulterior, rege al Suediei, 1457-1464, 1465-1467)
- Ferrara: Borso (senior din casa d'Este, 1450-1471; duce, din 1452)
- Florența: Cosimo cel Bătrân (senior din familia Medici, 1434-1464)
- Franța: Carol al VII-lea (rege din dinastia de Valois, 1422-1461)
- Genova: Pietro al II-lea Fregoso (doge, 1450-1458)
- Germania: Frederic al III-lea (rege din dinastia de Habsburg, 1440-1493; anterior, duce în Austria Interioară, 1424-1493; ulterior, împărat occidental, 1452-1493)
- Gruzia: Gheorghe al VIII-lea (rege din dinastia Bagratizilor, 1446-1465)
- Hoarda de Aur: Sayyid Ahmed I (han, cca. 1433-cca. 1465) și Kucuk Muhammad (han, cca. 1435-cca. 1465)
- Imperiul occidental: Frederic al III-lea (împărat din dinastia de Habsburg, 1452-1493; totodată, arhiduce de Austria, 1424-1493; totodată, rege al Germaniei, 1440-1493)
- Imperiul otoman: Mehmed al II-lea Cuceritorul (sultan din dinastia Osmană, 1444-1446, 1451-1481)
- Kazan: Mahmud (Mahmutek) ibn Ulugh Muhammad (han, 1445-1461)
- Lituania: Cazimir (mare duce, 1440-1492; ulterior, rege al Poloniei, 1447-1492)
- Lorena Superioară: Ioan al II-lea (duce din dinastia de Lorena-Anjou, 1453-1470)
- Luxemburg: Ladislau Postumul (duce ereditar din dinastia de Habsburg, 1440-1457; totodată, duce în Austria Superioară și Inferioară, 1440-1457; ulterior, rege al Ungariei, 1444/1453-1457; ulterior, rege al Cehiei, 1453-1457) și Filip al II-lea cel Bun (duce din dinastia de Burgundia, 1442/1443-1467; totodată, duce de Burgundia, 1419-1467; anterior, conte de Hainaut, 1425-1427)
- Mantova: Luigi al III-lea Turcul (marchiz din casa Gonzaga, 1444-1478)
- Milano: Francesco I (duce din familia Sforza, 1450-1466)
- Moldova: Alexăndrel (domnitor, 1449, 1452-1454, 1455) și Petru Aron (domnitor, 1451-1452, 1454-1455, 1455-1457)
- Monaco: Pomellina Fregoso (seniorină, 1438-1454) și Catalano (senior, 1454-1457)
- Montferrat: Giovanni al IV-lea (marchiz din dinastia Paleologilor, 1445-1464)
- Moscova: Vasili al II-lea Vasilievici Tomnâi (mare cneaz, 1425-1433, 1434-1446, 1447-1462)
- Muntenegru: Ștefan I (principe din dinastia Crnojevic, 1426-1465)
- Nasrizii: Muhammad al IX-la as-Saghir ibn Nasr ibn Muhammad (V) (emir din dinastia Nasrizilor, 1419-1427, 1430-1432, 1432-1445, 1447-1453 sau 1454) și Saad al-Mustain ibn Ali ibn Iusuf (II) (emir din dinastia Nasrizilor, 1453 sau 1454-1462, 1462-1464)
- Navarra: Ioan I (rege din dinastia de Castilia, 1425-1479; ulterior, rege al Aragonului, 1458-1479; ulterior, rege al Siciliei, 1458-1479)
- Neapole: Alfons I Magnanimul (rege din casa de Aragon, 1442-1458; totodată, rege al Aragonului, 1416-1458; totodată, rege al Siciliei, 1416-1458)
- Ordinul teutonic: Ludwig von Erlichshausen (mare maestru, 1450-1467)
- Polonia: Cazimir al IV-lea (rege din dinastia Jagiello, 1447-1492; totodată, mare duce de Lituania, 1440-1492)
- Portugalia: Afonso al V-lea (rege din dinastia de Aviuz, 1438-1481)
- Reazan: Ivan al IV-lea Fedorovici (mare cneaz, între 1423 și 1427-1456)
- Savoia: Ludovic (duce, 1434/1440-1465)
- Saxonia: Frederic al II-lea cel Blând (principe elector, 1428-1464)
- Scoția: Iacob al II-lea (rege din dinastia Stuart, 1437-1460)
- Serbia de nord: Gheorghe Brancovic (cneaz din dinastia Brancovic, 1427-1456; despot, din 1429; anterior, conducător în Kosovo și Metohija, 1397-1427)
- Sicilia: Alfonso I Magnanimul (rege din dinastia de Castilia, 1416-1458; totodată, rege al Aragonului, 1416-1458; ulterior, rege al Neapolelui, 1442-1458)
- Statul papal: Nicolae al V-lea (papă, 1447-1455)
- Suedia: Karl Knutsson Bonde (rege, 1448-1457, 1464-1465, 1467-1470)
- Transilvania: Nicolae de Ujlak (voievod, 1441-1447, 1449-1458, 1460, 1462-1465; ulterior, rege nominal al Bosniei, 1471-1477) și Ioan de Rozgony (voievod, 1449-1460)
- Tver: Boris Aleksandrovici (mare cneaz, 1425-1461)
- Țara Românească: Vladislav al II-lea (domnitor, 1447-1448, 1448-1456)
- Ungaria: Ladislau al V-lea Postumul (rege din dinastia de Habsburg, 1444/1453-1457; totodată, duce în Austria Superioară și Inferioară, 1440-1457; totodată, duce ereditar de Luxemburg, 1440-1457; ulterior, rege al Cehiei, 1453-1457)
- Veneția: Francesco Foscari (doge, 1423-1457)

## Africa
- Benin: Uwaifiokun (obba, ?-?) (?) și Ewuare cel Mare (obba, cca. 1440-cca. 1480)
- Buganda: Kiyimba (kabaka, 1434-1464)
- Califatul abbasid (Egipt): Abu Bakr Hamza al-Kaim ibn al-Mutauakkil (calif din dinastia Abbasizilor, 1451-1455)
- Ethiopia: Zar'a Ya'kob (Constantin I) (împărat, 1434-1468)
- Hafsizii: Abu Umar Usman ibn Muhammad (IV) (calif din dinastia Hafsizilor, 1435-1488)
- Kanem-Bornu: Muhammad al III-lea (sultan, cca. 1453-cca. 1458)
- Mamelucii: al-Așraf Saif ad-Din Inal (sau Aynal) al-Adjurd (sultan din dinastia Burdjizilor, 1453-1461)
- Marinizii: Abu Muhammad Abd al-Hakk al II-lea ibn Abu Said Usman (emir din dinastia Marinizilor, 1428-1465)
- Munhumutapa: Matope Nyanhehwe (rege din dinastia Munhumutapa, cca. 1450-cca. 1480)
- Rwanda: Samembe (rege, cca. 1434-cca. 1458)
- Songhay: Mari Akrona (rege din dinastia Sonni, ?-?) (?) și Mari Arandan (rege din dinastia Sonni, ?-?) (?)

## Asia

### Orientul Apropiat
- Ak Koyunlu: Uzun Hassan ibn Ali ibn Usman (conducător, 1453-1478)
- Ayyubizii din Hisn Kaifa și Amid: al-Malik al-Kamil al IV-lea Ahmad ibn Halil (sultan din dinastia Ayyubizilor, 1452-?) (?)
- Bizanț, Imperiul de Trapezunt: Ioan al IV-lea Kaloiannes (împărat din dinastia Marilor Comneni, 1429-1458)
- Cipru: Ioan al II-lea (rege din dinastia de Antiohia-Lusignan, 1432-1458)
- Imperiul otoman: Mehmed al II-lea Cuceritorul (sultan din dinastia Osmană, 1444-1446, 1451-1481)
- Kara Koyunlu: Djihan Șah (emir, 1438-1467)
- Mamelucii: al-Așraf Saif ad-Din Inal (sau Aynal) al-Adjurd (sultan din dinastia Burdjizilor, 1453-1461)
- Timurizii: Abu Said ibn Muhammad ibn Miranșah (emir din dinastia Timurizilor, 1451-1469; ulterior, emir și în Horasan, 1458-1469)
- Timurizii din Horasan: Babur ibn Baisonkor ibn Șah Ruh (emir din dinastia Timurizilor, 1449-1457)

### Orientul Îndepărtat
- Bengal: Nasr ad-Din Mahmud Șah (sultan din casa lui Ilias Șah, 1437-1459/1460)
- Birmania, statul Arakan: Meng Khari (Ali Khan) (rege din dinastia de Mrohaung, 1434-1459)
- Birmania, statul Ava: Narapati (rege, 1443-1469)
- Birmania, statul Mon: Șin Sawbu (regină, 1453-1472)
- Cambodgea: Chau Ponhea Yat (rege, 1432-1467)
- Cambodgea, statul Tjampa: Moho Kouei-yeou (rege din cea de a treisprezecea dinastie, 1449-1458)
- China: Daizong (Zhu Qiyu) (împărat din dinastia Ming, 1450-1457)
- Coreea, statul Choson: Tanjong (Yi Hong-wi) (rege din dinastia Yi, 1453-1455)
- Hoarda de Aur: Sayyid Ahmed I (han, cca. 1433-cca. 1465) și Kucuk Muhammad (han, cca. 1435-cca. 1465)
- India, Bahmanizii: Ala ad-Din Ahmad al II-lea ibn Muhammad ibn Daud (II) (1436-1458)
- India, statul Delhi: Bahlul Șah Ghazi (sultan din dinastia Lodi, 1451-1489)
- India, statul Gujarat: Kutb ad-Dib Șah al II-lea (Djalal Han) ibn Muhammad (sultan, 1451-1458)
- India, statul Handeș: Miran Mubarak Han I ibn Adil (sultan din dinastia Farukizilor, 1441-1457)
- India, statul Vijayanagar: Mallikarjuna (conducător din dinastia Sangama, 1446-1465)
- Japonia: Go-Hanazono (împărat, 1429-1464) și Yoșinari (Yoșimasa) (principe imperial din familia Așikaga, 1443-1474)
- Kashmir: Zain al-Abidin Șahi-han ibn Sikandar (sultan din casa lui Șah Mir, 1420-1470)
- Laos, statul Lan Xang: Thao Lu-Sai Tiakkaphat (rege, 1438-1479)
- Statul Madjapahit: interregnum (1453-1456)
- Malacca: Muzaffar Șah (Raja Kasim) (sultan, 1445-1456)
- Mongolii: Molon hagan (han, 1453-1454)
- Nepal: Jayayakșamalla (rege din dinastia Malla, 1428-1480)
- Sri Lanka, statul Jaffna: Bhuvanekabahu (rege, 1450-1467; ulterior, rege în Kotte, 1469-1476/1477)
- Sri Lanka, statul Kotte: Parakkamabahu al VI-lea (Apa) (rege, 1414-1466)
- Thailanda, statul Ayutthaya: Boromtrailokanat (rege, 1448-1488)
- Tibet: bSod-nams P'yogs-glang (panchen lama, 1439-1505)
- Tibet: dGe-'dun Grub-pa (dalai lama, 1417/1419-1474/1476)
- Timurizii: Abu Said ibn Muhammad ibn Miranșah (emir din dinastia Timurizilor, 1451-1469; ulterior, emir și în Horasan, 1458-1469)
- Vietnam, statul Dai Viet: Le Nhan-tong (Tuyen huang-de) (rege din dinastia Le târzie, 1442-1459)

## America
- Aztecii: Moctezuma I Ilhuicamina (conducător, 1440-1469)
- Incașii: Pachacuti Inca Yupanqui (conducător, 1438-1471)